# Altes Kurhaus
Het Altes Kurhaus, ook bekend als Neue Redoute, is een historische kursaal in het centrum van de Duitse stad Aken. Het werd tussen 1782 en 1786 gebouwd in de stijl van de Luiks-Akense barok naar een ontwerp van de Akenaar Jakob Couven. Het Altes Kurhaus was ruim een eeuw het centrum van het sociale kuuroordleven in Aken.
In 1943 werd het gebouw verwoest door een bombardement en de daarop volgende brand. Tussen 1965 en 1969 werd het gerestaureerd en verbouwd, waarbij de later toegevoegde delen moesten plaatsmaken voor de verbreding van een straat. Het gebouw is sinds 1985 een monument (Baudenkmal).

## Geschiedenis
De stad Aken is vanwege de vele warmwaterbronnen al sinds de oudheid een kuuroord van betekenis. De Romeinen gebruikten de thermale bronnen al bij de bouw van hun thermen. De keuze van Karel de Grote om zijn hoofdresidentie in Aken te vestigen zou zijn ingegeven door de aanwezigheid van de bronnen. Aan het einde van de zeventiende eeuw werd Aken een modieus kuuroord dat door tal van gekroonde hoofden en beroemdheden werd bezocht.
Toen eind achttiende eeuw de Neue Redoute werd gepland was de Komphausbadstraße al ongeveer honderd jaar het centrum van het kuur- en badleven in Aken, vanwege de ligging vlak bij de meest productieve warmwaterbronnen in de binnenstad. De meeste gebouwen in de Komphausbadstraße werden gebruikt als herberg of kuurinrichting. Op nr. 11 was de herberg Roter Löwe gevestigd, die in 1670 werd samengevoegd met het naastgelegen pand op nr. 13 en daarna Maison Bouget werd genoemd. Het stond bekend als een van de beste logeeradressen in de stad en ontving talloze vooraanstaande gasten, waaronder Frederik IV van Denemarken in 1724, Frederik II van Pruisen met zijn broer Hendrik in 1742, en de erfprins van Brunswijk in 1767. In Maison Bouget werden ook concerten en bals gehouden en soms fungeerde het als casino. Om die reden werd het ook aangeduid als Redoute (Frans voor balzaal). In 1768 werd het pand weer gesplitst in verband met het erfrecht. Nr. 11 werd na het gereedkomen van de Neue Redoute aangeduid als Alte Redoute; op nr. 13 vestigde Georg Dubigk een hotel, het later bekende Dubigks Grand Hotel.
Rond het midden van de achttiende eeuw werd de bouw van een nieuwe redoutezaal noodzakelijk geacht omdat de kuurstad Aken concurrentie ondervond van andere badplaatsen, onder andere van het naburige Spa, dat vooral welgestelde kuurgasten wist te trekken. In 1763 was daar een succesvol casino geopend en in 1770 volgde een tweede, de Waux-hall, ontworpen door Jacques-Barthélemy Renoz. Als gevolg van de Zevenjarige Oorlog (1756-1763) was het aantal kuurgasten in Aken gestaag teruggelopen. De stad wilde met de bouw van de redoute een nieuwe attractie creëren voor kuurgasten van buiten de stad. Ook hoopte men met de verhuur van het casino meer belastinginkomsten te genereren.
Het ontwerp voor de Neue Redoute was van Jakob Couven (1735-1812), de zoon van de bekende Akense stadsbouwmeester Johann Joseph Couven. Op 30 augustus 1782 keurde de raad Couvens ontwerp goed. De bouw werd vergund aan de lokale aannemer Johann Joseph Scheins. De bouwtijd was gepland op twee jaar, waarbij Couven toezicht zou houden. De Neue Redoute verrees op de plaats waar tot 1780 een twee verdiepingen tellend gebouw stond, waarin onder meer de stadsdrukkerij was gevestigd. De eerste steen werd gelegd op 13 september 1782. Volgens een besluit van de stadsraad moest voor de fundering zandsteen uit een groeve buiten de Adalbertstor als bouwmateriaal worden gebruikt. Daarnaast werd het puin van gesloopte delen van de eerste stadsmuur van Aken gebruikt, onder andere van de Besterdertor. De geschatte kosten, 10.000 thaler, zorgden voor veel controverse onder de Akense bevolking.
De Neue Redoute werd al snel het middelpunt van het sociale leven in Aken. Er vonden bals, concerten en feestelijke ontvangsten plaats. Al in 1785 verwierf de hotelier Richard Reumont een concessie om er een casino te exploiteren. In 1793 werd de concessie met vijftien jaar verlengd, waarbij Reumont moest beloven een deel van de winst te gebruiken voor het onderhoud van het gebouw, het schoonhouden van de promenades, het installeren van een drinkfontein bij de Bergdriesch, het bouwen van een nieuw komediehuis en het doneren van geld aan het armenhuis en het stedelijk graanfonds. Zover kwam het niet, want een jaar later werd Aken bezet door de Franse revolutionaire legers en werd het casino (tijdelijk) gesloten. Couven had in het nieuwe gebouw de drinkfonteinen (met thermaal water uit de Marienbrunnen) verplaatst naar de arcade aan de tuinzijde. Het daar gelegen kuurpark was al vóór de bouw van de Neue Redoute een geliefd wandelpark. Later werd het ook gebruikt voor tentoonstellingen en handelsbeurzen. In september 1804 bezocht Napoleon Bonaparte er een industriële tentoonstelling van lokale fabrikanten.
In 1842 verwierf de stad Aken het gebouw voor 42.000 thaler, waarna het door stadsbouwmeester Friedrich Joseph Ark grondig werd gerenoveerd. Het kreeg toen de naam Kurhaus en fungeerde voornamelijk als casino en balzaal. Het casino werd in 1854 op koninklijk bevel opgeheven, nadat het al diverse malen was gesloten en weer heropend. In de vijftien jaar na de definitieve sluiting halveerde het aantal kuurgasten in Aken. In 1863-64 werd het Kurhaus uitgebreid met een grote concertzaal, volgens de plannen van architect Wilhelm Wickop (1824-1908). De nieuwbouw stond los van het oude gebouw in de tuin van het Kurhaus. De nieuwe zaal werd gebouwd in neomoorse stijl en stond bekend om zijn goede akoestiek. Onder anderen Peter Raabe en Herbert von Karajan dirigeerden hier toen zij muzikaal leider waren van het Sinfonieorchester Aachen. In de jaren 1900-1903 werd het gebouw opnieuw uitgebreid, volgens plannen van architect Joseph Laurent. Een kolossale noordvleugel verbond de twee bestaande bouwdelen en strekte zich over een breedte van zeventien traveeën uit langs de nieuw aangelegde Couvenstraße. De neobarokke nieuwbouw was qua stijl geheel afgestemd op het oorspronkelijke gebouw van Couven. Een enorme hoektoren zorgde voor een architectonisch accent. In 1916 werd aan de Monheimsallee het Neues Kurhaus geopend. Het Kurhaus in de binnenstad werd daarna omgedoopt tot Altes Kurhaus.
Na een bombardement op 14 juli 1943 brandde het gebouw vrijwel geheel af. Na de oorlog werd een min of meer intact bouwdeel ingericht als restaurant en concertcafé. De zwaar beschadigde achttiende-eeuwse kern werd in 1954 en 1956 provisorisch hersteld en kreeg daarbij een nooddak. In 1961 werden de negentiende- en twintigste-eeuwse uitbreidingen gesloopt, deels vanwege de oorlogsschade, deels om verkeerstechnische redenen. Tussen 1965 en 1968 werd het oorspronkelijke gebouw van Couven gerestaureerd, waarbij de meeste aandacht uitging naar het herstel van de stucdecoraties. Ter vervanging van de gesloopte bebouwing aan de noordzijde werd een eigentijdse oplossing gezocht. In 1970 verrees daar een modern gebouw, dat zich naar het westen toe via een brug over de Couvenstraße uitstrekt. Het nieuwe gebouw wordt gekenmerkt door betonnen muren zonder ramen, bekleed met door Ernst Wille ontworpen aluminiumpanelen. In dit bouwdeel is sinds 1998 een centrum voor hedendaagse muziek (Gesellschaft für Zeitgenössische Musik e.V.) gevestigd, waaraan het zijn bijnaam Klangbrücke dankt.
Het Altes Kurhaus heeft na de restauratie diverse culturele functies gehad. Van 1970 tot 1990 was hier de door Peter en Irene Ludwig opgerichte Neue Galerie - Sammlung Ludwig gevestigd, tegenwoordig Ludwig Forum für Internationale Kunst. Anno 2025 maakt het pand een verwaarloosde indruk. Het restaurant dat op de begane grond onder de arcaden was gevestigd is al enige tijd gesloten. De balzaal en enkele andere zalen zijn te huur als evenementenlocaties. In de rest van het gebouw is sinds 1996 de stadshistorische collectie Crous ondergebracht, terwijl ook de Aachener Karnevalsverein (AKV) gebruik maakt van enkele lokalen.

## Architectuur

### Exterieur
Het Altes Kurhaus geldt als het voornaamste bouwwerk van Jakob Couven, een belangrijk representant van de Luiks-Akense barok. De architectuur van het gebouw illustreert de overgang in Couvens werk van de Lodewijk XV-vormentaal naar de strakkere Lodewijk XVI-stijl. De voorgevel ligt aan de Komphausbadstraße; de achtergevel – voorheen de tuingevel – ligt tegenwoordig aan de Kurhausstraße. Het gebouw telt drie verdiepingen onder een samengesteld mansarde-tentdak. De voorgevel bestaat uit zeven vensterassen, waarvan de middelste drie een vooruitspringende risaliet vormen, die bekroond wordt door een fronton. De verticale indeling van de bakstenen gevel wordt verder benadrukt door een viertal geblokte lisenen van blauwe hardsteen. De lisenen aan weerszijden van de risaliet hebben een elegante afgeronde vorm. Kenmerkend voor Couvens bouwstijl is de gevelbekroning aan deze zijde met een in- en uitzwenkend fronton. Het ovale venster in de gevelbekroning wordt geflankeerd door gestucte reliëfs van adelaars.
De achtergevel aan de Kurhausstraße is aan de linkerzijde met twee en een halve travee verbreed, een overblijfsel van Wickops verbouwing uit 1863-64. Het fronton aan de achtergevel is driehoekig met een groot oculusvenster omzoomd met gebladerte. De vensters hebben aan beide gevels dezelfde vorm: binnen de middenrisaliet rondbogig; elders segmentbogig, waarbij de vensters op de eerste verdieping hoger zijn dan die op de tweede verdieping. Tussen de segmentboogvenster van de eerste en tweede verdieping zijn diepliggende panelen aangebracht, versierd met gestucte(?) muziekinstrumenten. De vensters op de eerste verdieping zijn voorzien van balkons met sierlijke balkonhekken. Het enige verschil tussen voor- en achtergevel is het doorlopende balkon in de middenrisaliet aan de Komphausbadstraße. De begane grond gaat aan beide zijden schuil achter een rondbogige, hardstenen arcade.

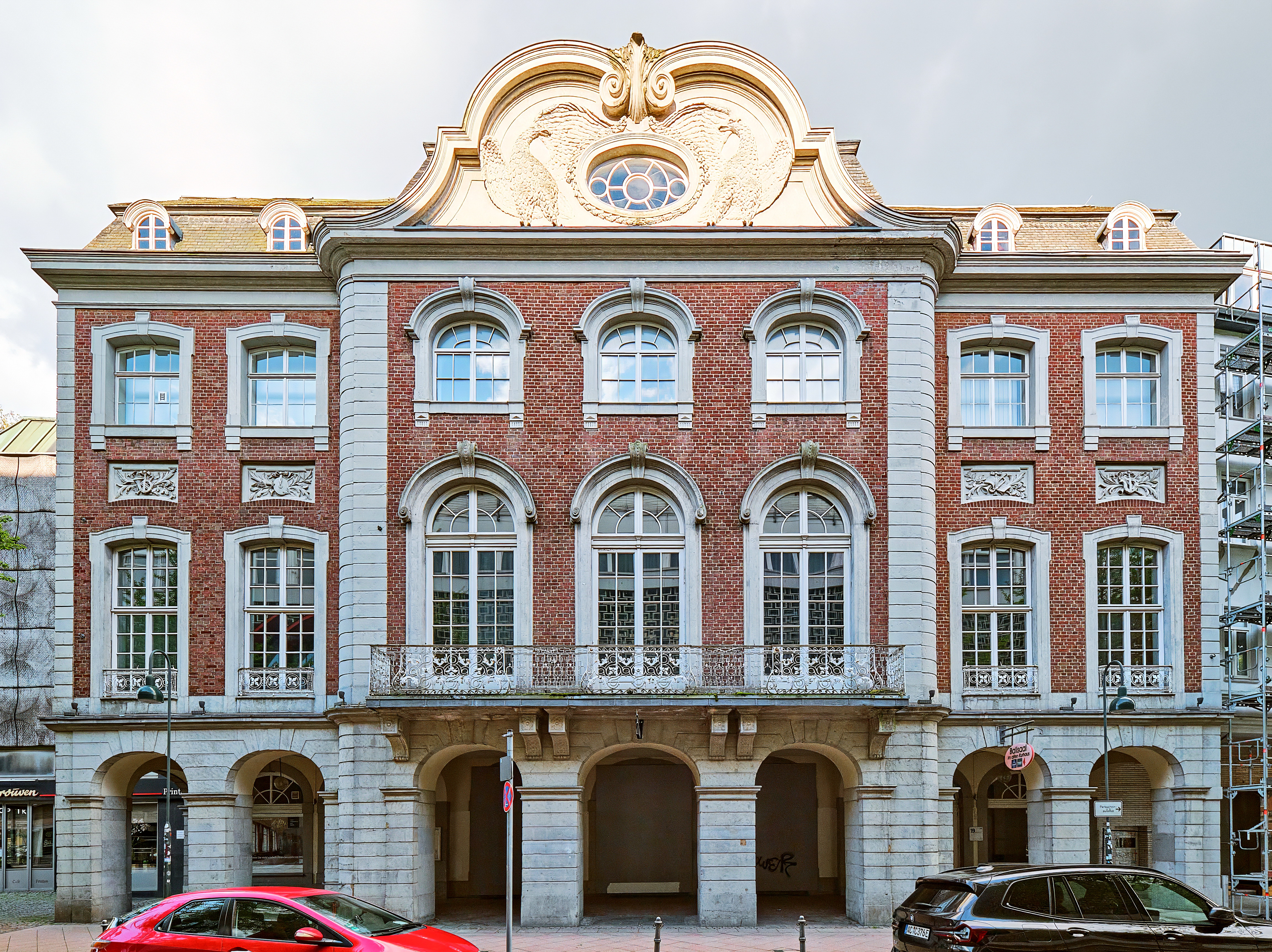
Gevel Komphausbadstraße, overzicht
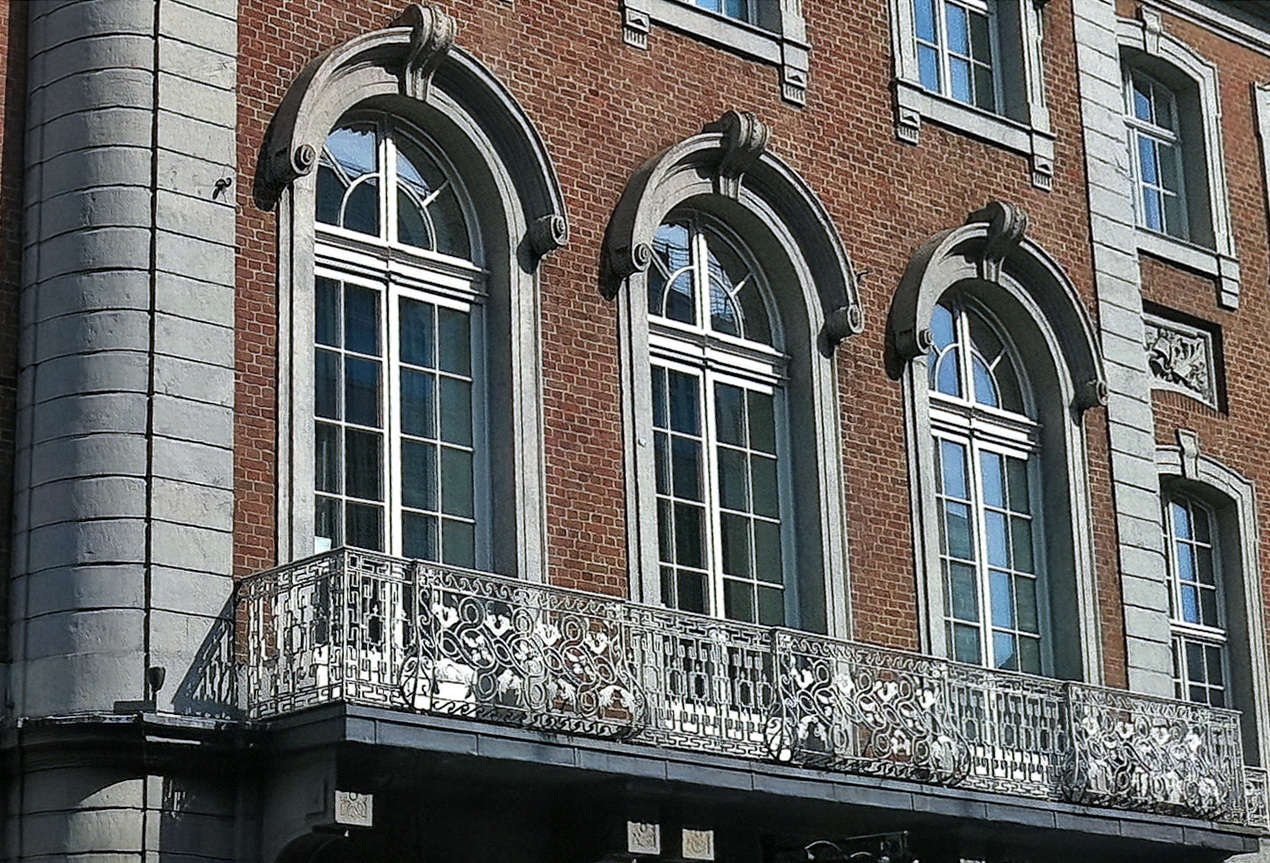
Idem, detail afgeronde lisenen en balkon
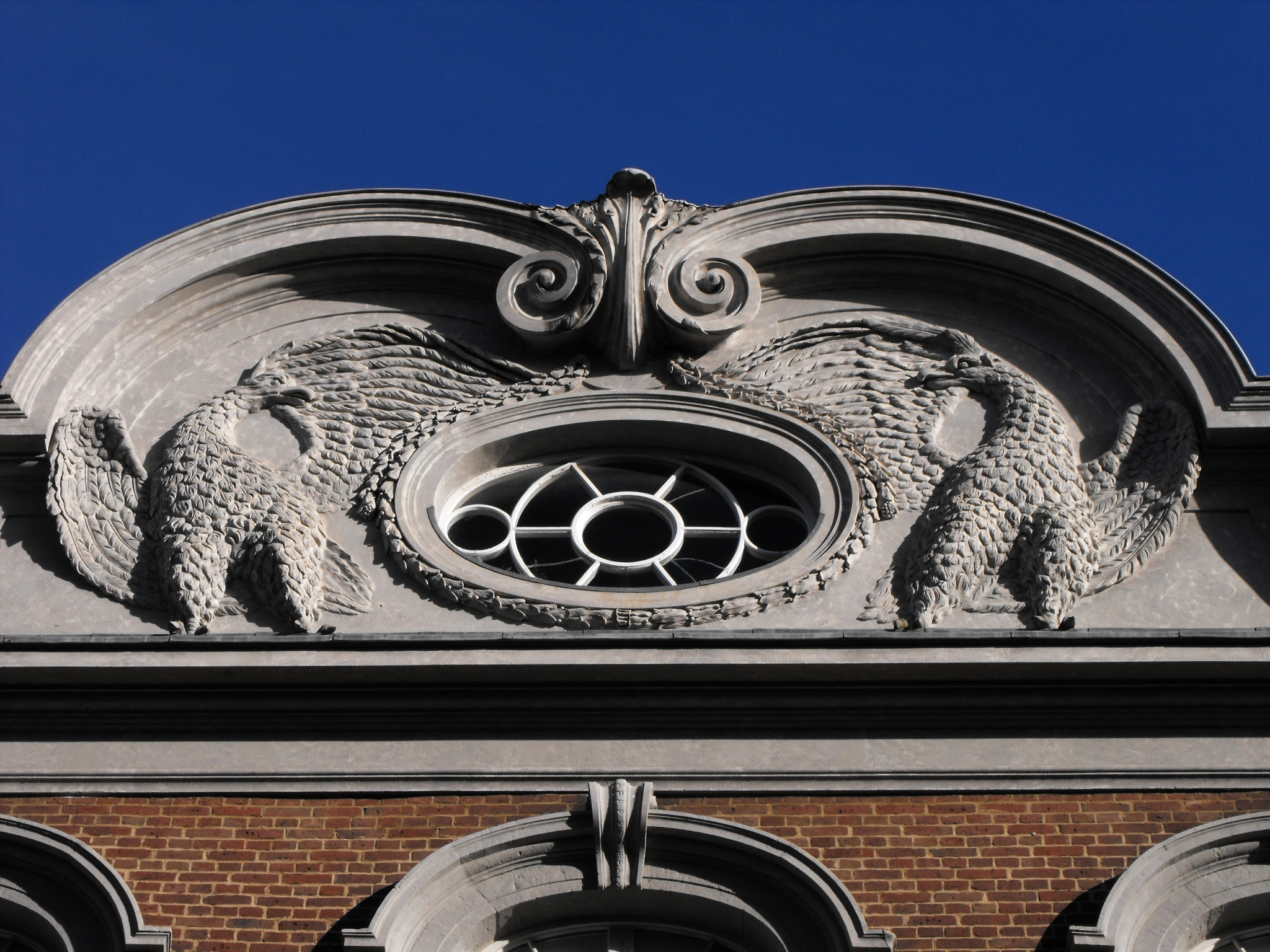
Gebeeldhouwd fronton met adelaars
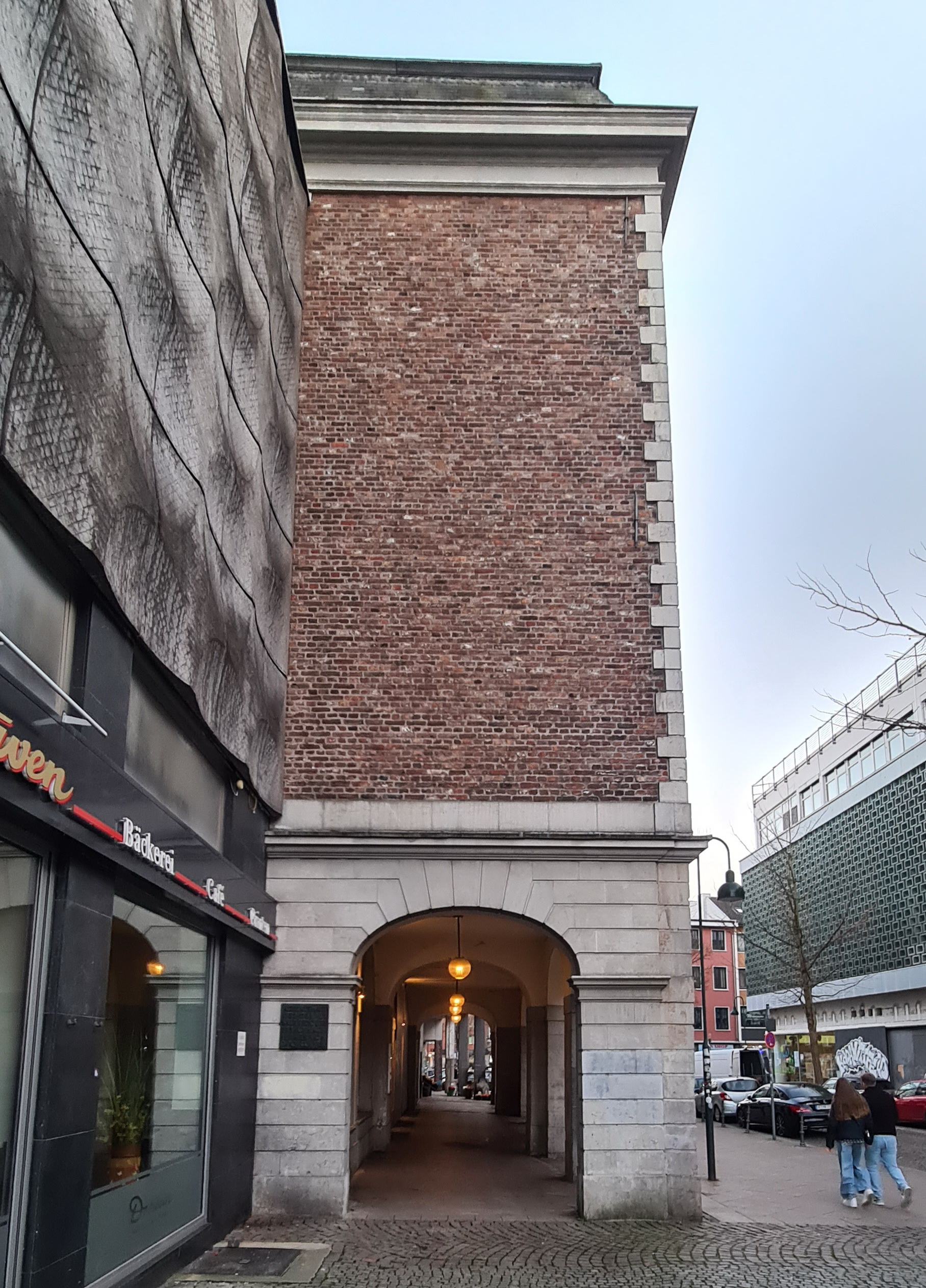
Zijingang arcade
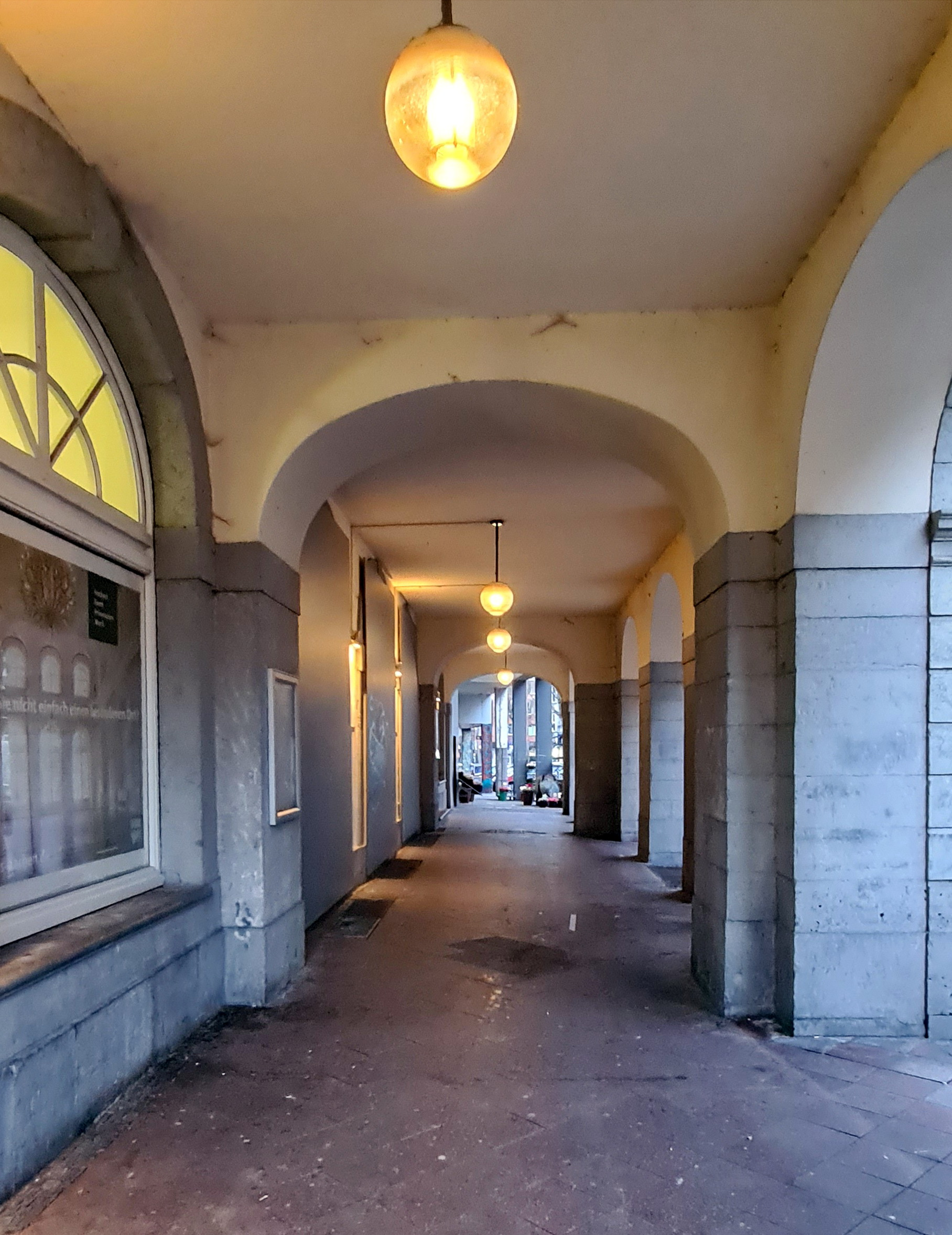
Interieur arcade
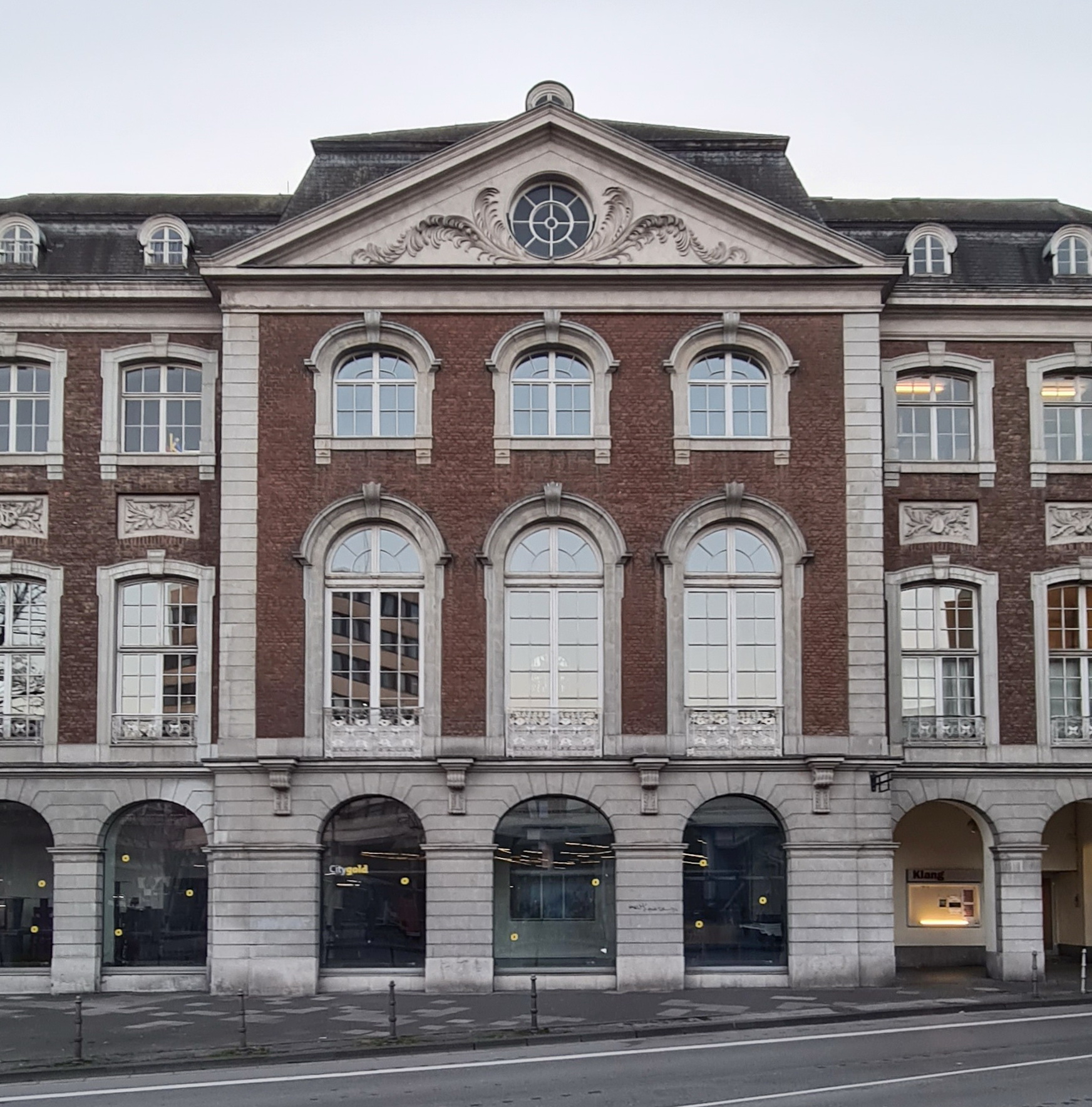
Gevel Kurhausstraße

### Interieur
De balzaal van 24 × 11 meter, gelegen tussen de middenrisalieten in de gevels, strekt zich uit over twee verdiepingen. Het huidige stucwerk in de balzaal is een replica uit de jaren 1960, aangezien het Altes Kurhaus tijdens de Tweede Wereldoorlog grotendeels werd verwoest. De balzaal behoorde vroeger tot de mooiste zalen uit de tweede helft van de achttiende eeuw in het Rijnland. De stucdecoraties waren van de hand van de sierstucwerkers Würth en Gagini.

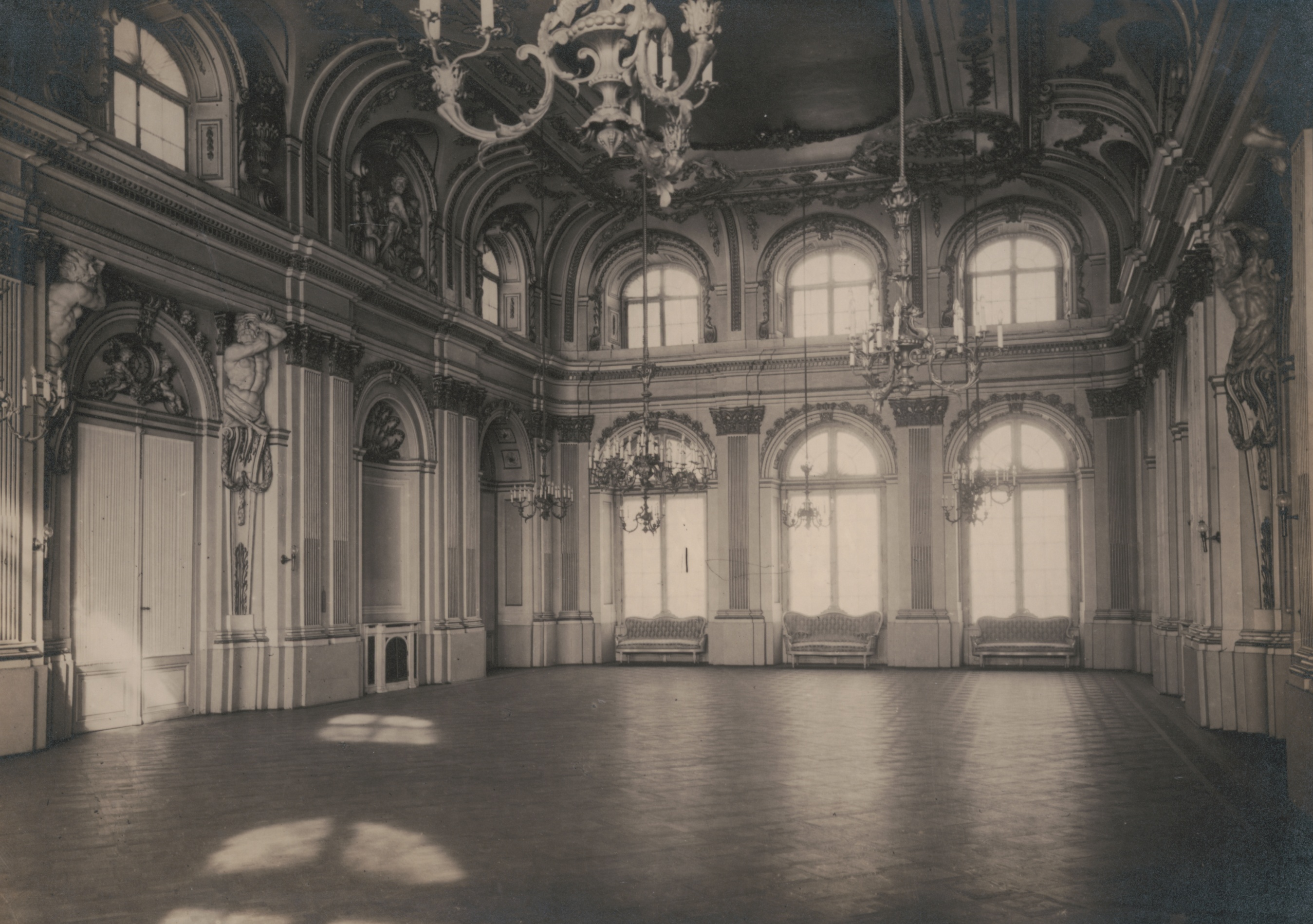
De balzaal in volle glorie in 1915

Een brede, geprofileerde lijst geeft in het interieur de scheiding aan tussen de verdiepingen. Het onderste gedeelte bevat rondboogvensters en rondbogige nissen, die van elkaar worden gescheiden door dubbele gecanneleerde pilasters met Korinthische kapitelen. Het bovenste gedeelte bestaat uit een vlak plafond omgeven door brede koven, eveneens met rondbogige vensters en nissen. In de blinde velden van de nissen zijn hoogreliëfs te zien met mythologische figurengroepen (met onder anderen Jupiter, Juno, Ceres en Pluto). De twee ingangen aan de lange zijde van de zaal worden elk geflankeerd door consoles in de vorm van atlanten, die het hoofdgestel dragen. De lunetten boven de toegangsdeuren zijn versierd met putti.
Het vlakke plafond is verdeeld in twee grote rechthoekige vlakken met afgeronde hoeken. In het midden hangt de kristallen kroonluchter, omringd door vier putti. De vier hoeken van het plafond zijn versierd met portretmedaillons van de componisten Mozart, Gluck, Bach en Händel, elk omgeven door putti en bloemslingers. Andere stucdecoraties tonen maskers, muziekinstrumenten, trofeeën, bloem- en bladmotieven en de staf van Hermes.
Tijdens een restauratie in 1885 werden versieringen van bladgoud toegevoegd om de ruimtelijkheid van het stucwerk te accentueren. Ook bevatte het plafond schilderingen. Begin twintigste eeuw werden aan de ene kant van de zaal marmeren bustes in nissen geplaatst, terwijl aan de andere kant sierlijke ijzeren kachels de ruimte verwarmden. Na de restauratie in 1967 is het wit geschilderde stucwerk de enige versiering in de balzaal, zonder het voorheen aanwezige bladgoud en de plafondschilderingen. De zaal biedt tegenwoordig ruimte aan maximaal 340 personen.
In de kleinere Händelzaal, die 36 m² groot en 5 m hoog is en ter zijde van de balzaal ligt, bevindt zich een verplaatst stucreliëf van de in Maastricht gevestigde Zwitsers-Italiaanse sierstucwerker Petrus Nicolaas Gagini (1745-1811). Het kunstwerk, gemaakt in 1807, toont een genrereliëf dat een landelijke idylle uitbeeldt, waarvoor de Frankische boerderij Gut Soerser Hochkirchen model stond, inclusief dieren en mensen aan het werk. Het landschap wordt omlijst door fruitranken. Gagini maakte het stucreliëf oorspronkelijk voor een tuinpaviljoen bij het landhuis Im Großen Bau in Süsterfeld. Het landhuis werd in 1944 verwoest, maar in 1945 kon de Akens stadsconservator-restaurator Hans Königs de resten van het reliëf, dat op leempleister was aangebracht, bergen. Het werd voorlopig opgeslagen in het Suermondt-Museum. In 1968 werd het 2,80 m hoge en 2,68 m brede reliëf in de Händelzaal geïnstalleerd door de Weense restaurator J. Souchill. In 1970, toen de pas opgerichte Neue Galerie – Sammlung Ludwig haar intrek nam in het Altes Kurhaus, werd het waardevolle stucwerk achter een scheidingswand verborgen. Sinds 2008 is het kunstwerk, na renovatiewerkzaamheden, weer zichtbaar.

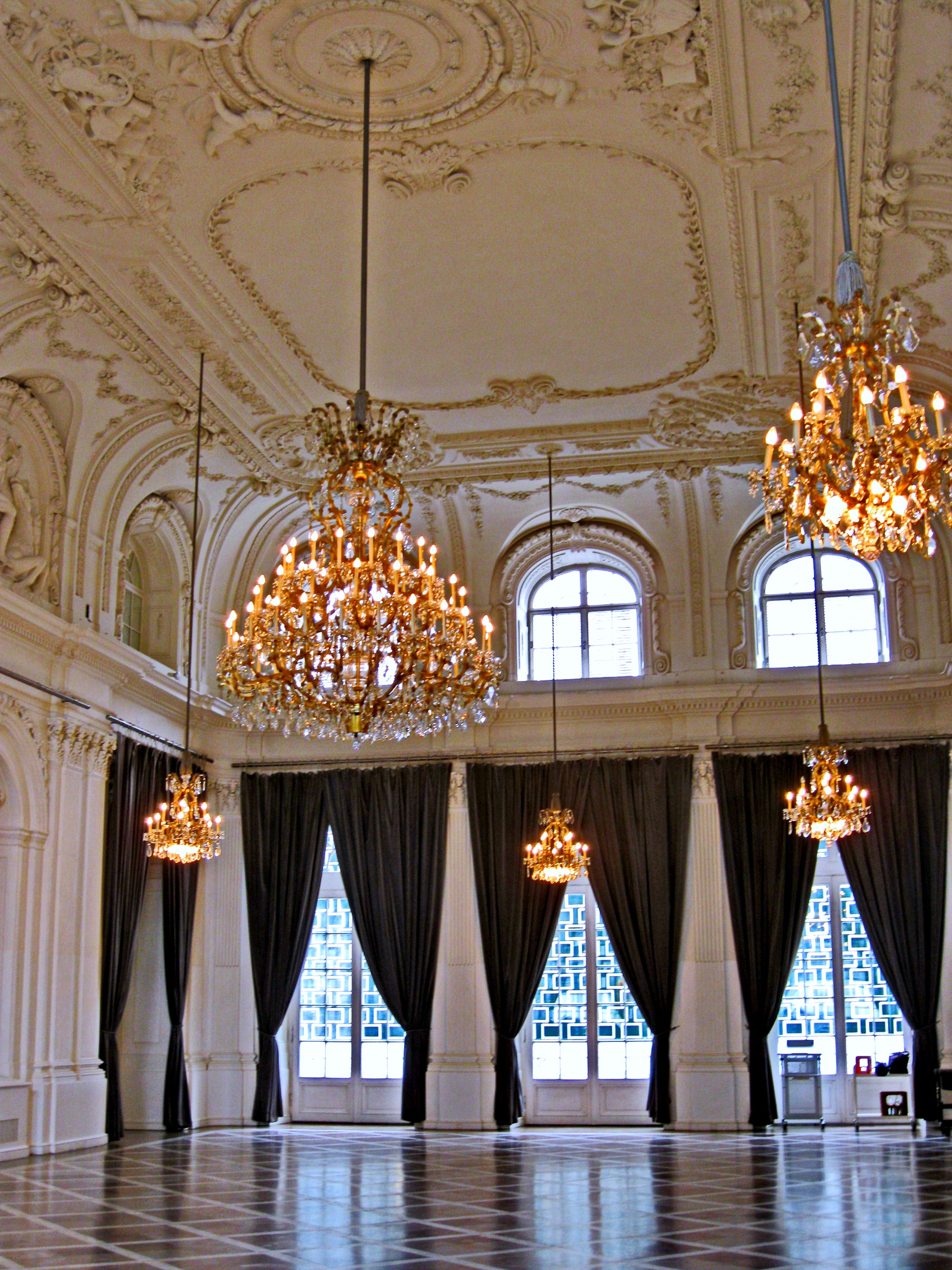
Overzicht balzaal
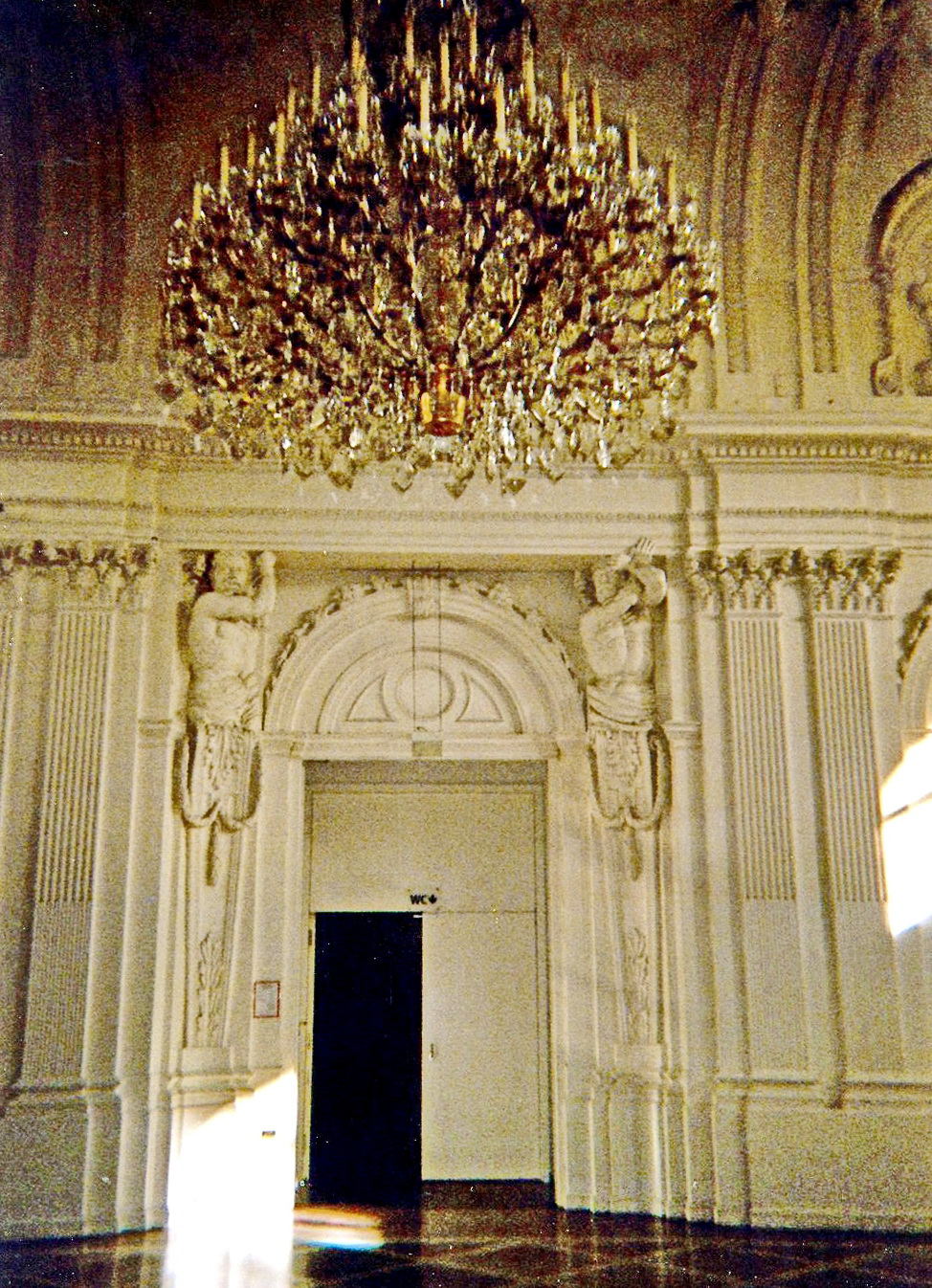
Ingang
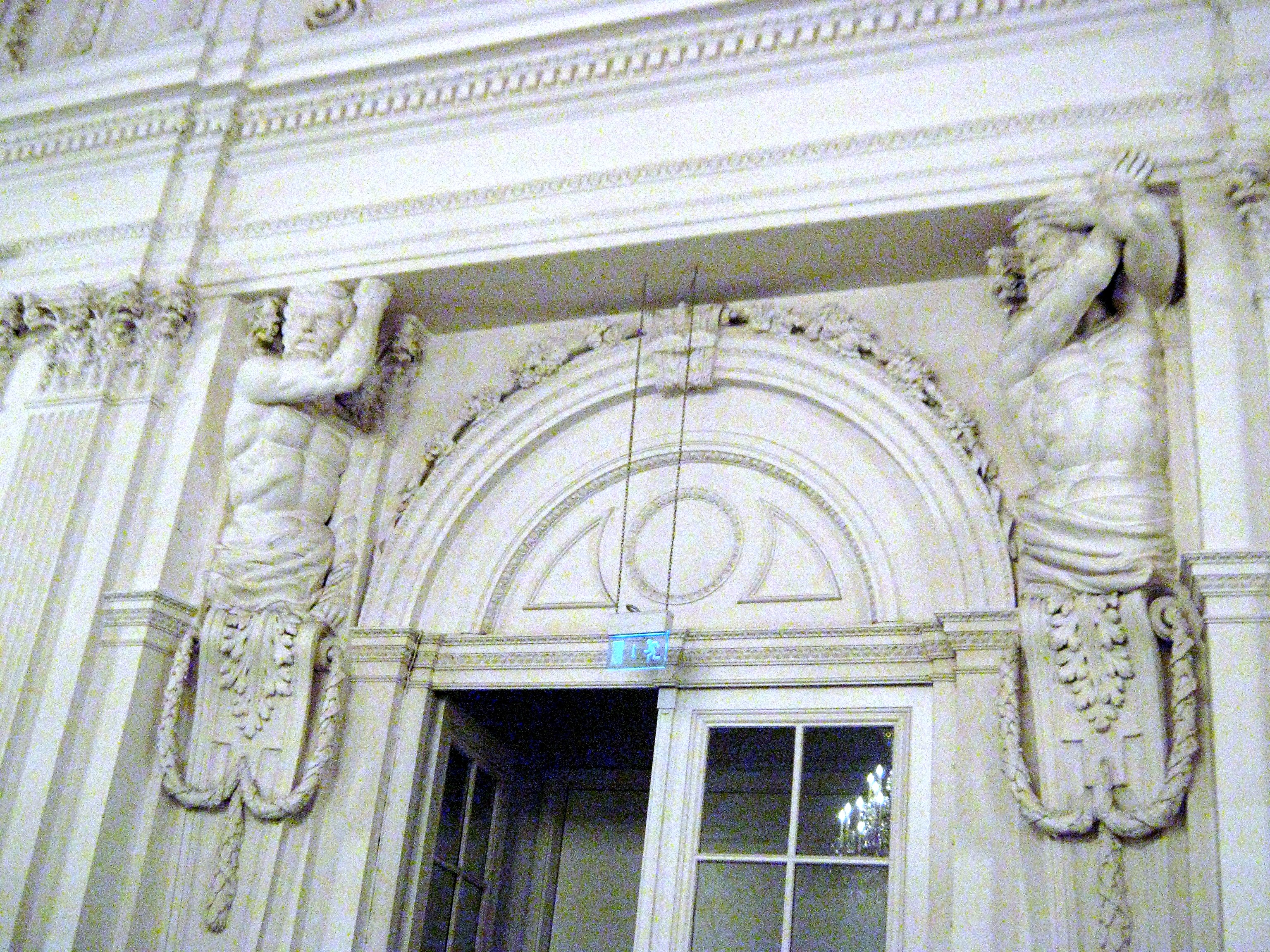
Atlanten als consoles
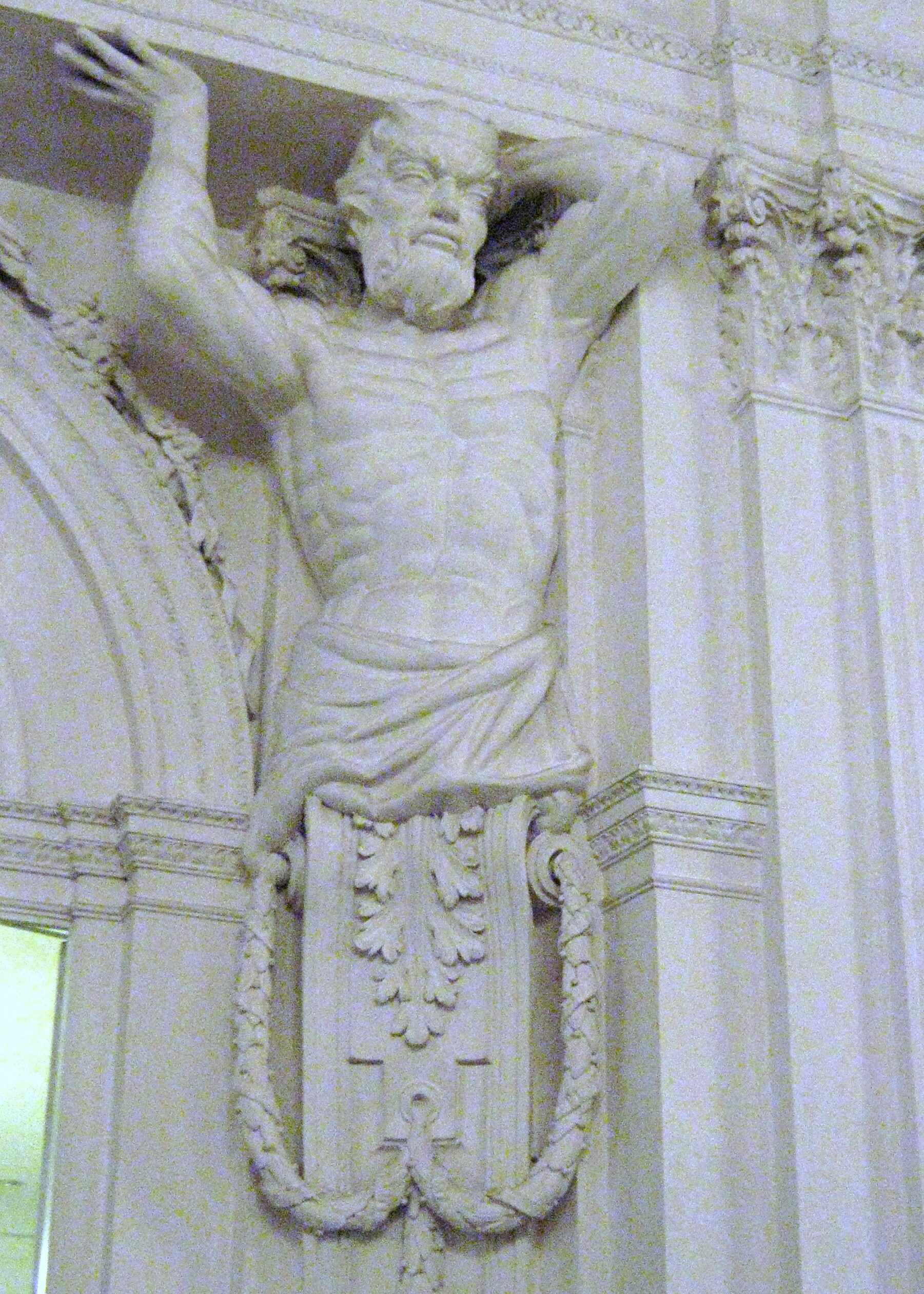
Idem
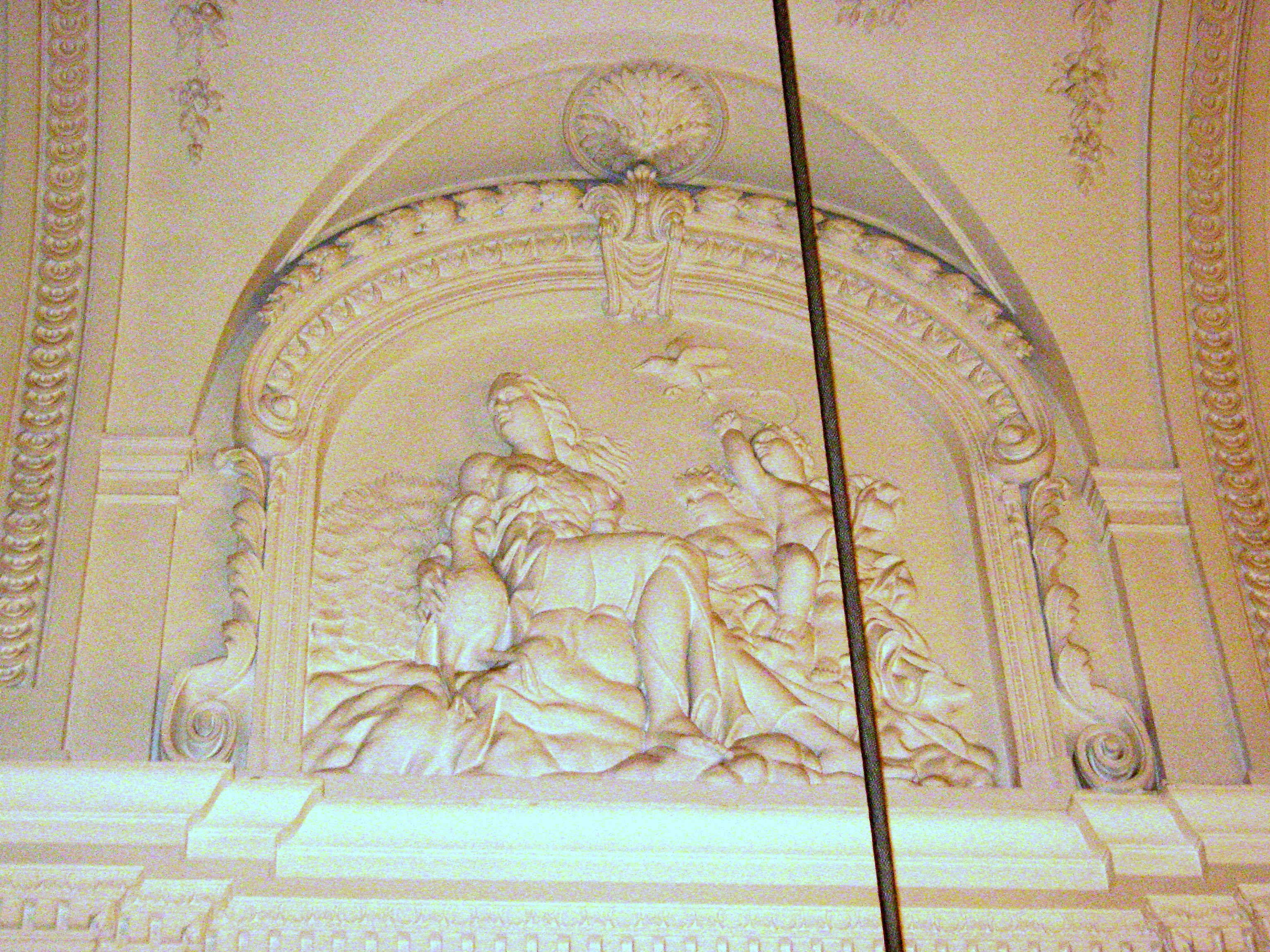
Plafondreliëf Leda en de zwaan
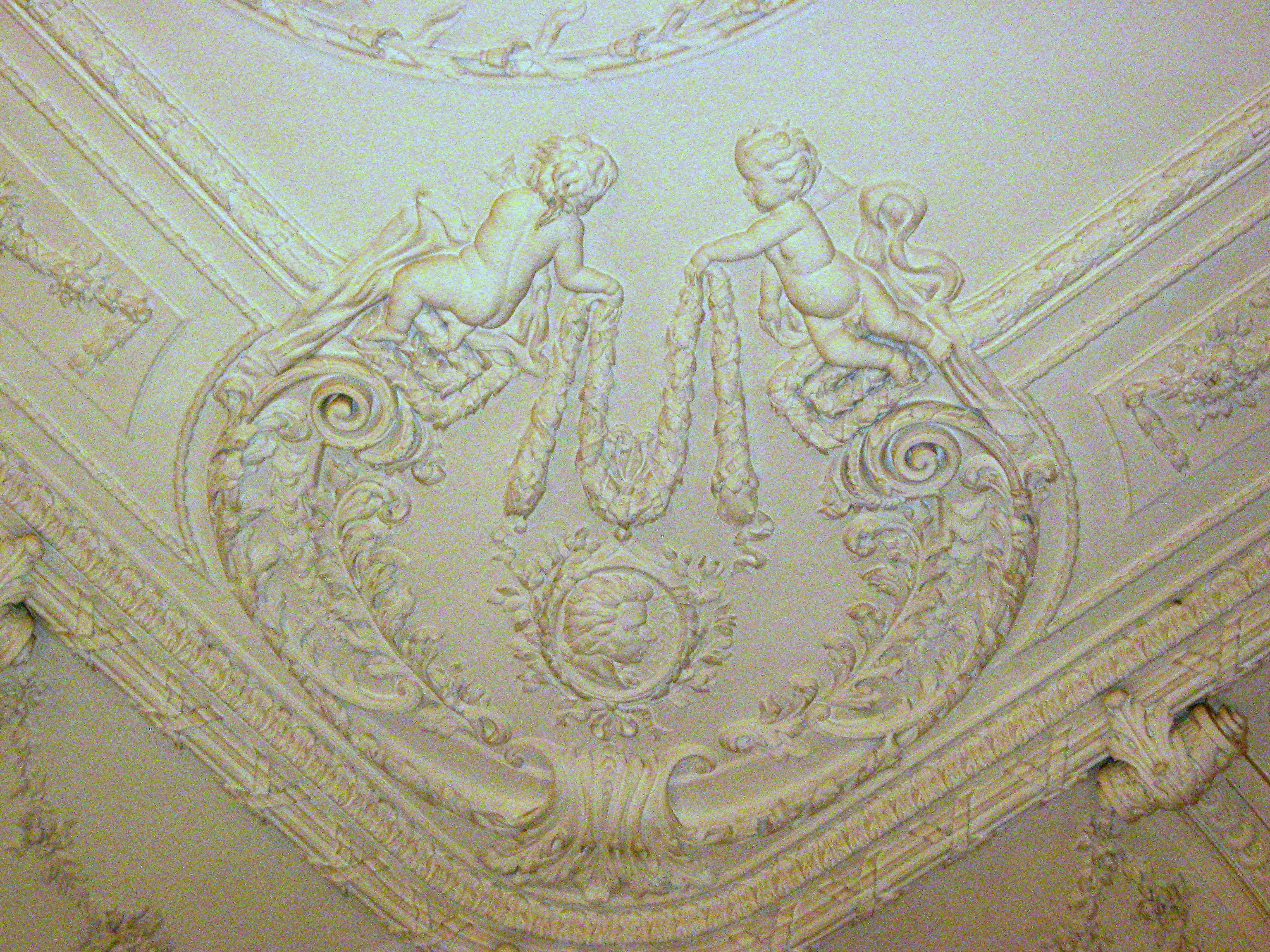
Hoekversiering Mozart
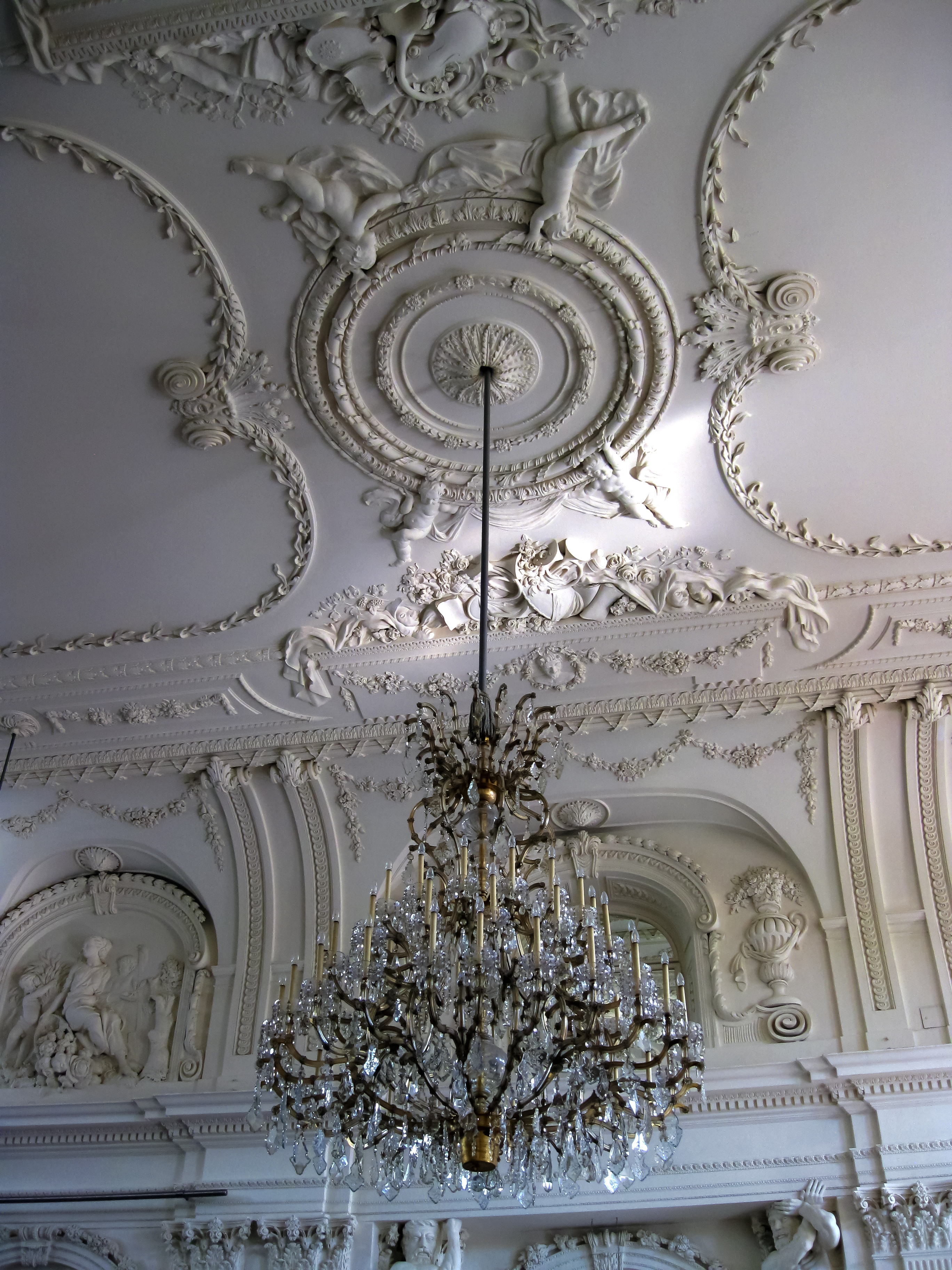
Middenroos